# Louise Monot
 (octobre 2008).
Si vous disposez d'ouvrages ou d'articles de référence ou si vous connaissez des sites web de qualité traitant du thème abordé ici, merci de compléter l'article en donnant les références utiles à sa vérifiabilité et en les liant à la section « Notes et références ».
Pour les articles homonymes, voir Monot.
Louise Monot, née le 30 décembre 1981 à Paris 16e, est une actrice française.
Égérie de la marque Bourjois, elle est également connue pour jouer l'une des lycéennes, Marine Lavor, dans La Vie devant nous et la coéquipière de Jean Dujardin dans OSS 117 : Rio ne répond plus.

## Biographie

### Parcours
Louise Valentine Monot est née le 30 décembre 1981 à Paris 16e.
À 15 ans, Louise Monot remporte un concours de mannequins du magazine 20 ans,.
À l'âge de 17 ans, elle s'inscrit à un casting et décroche son premier rôle dans un épisode de Cordier juge et flic. Elle est ensuite engagée dans la série La Vie devant nous. Après une dizaine d'épisodes, elle quitte la série et joue dans quelques téléfilms comme Des parents pas comme les autres avec Élizabeth Bourgine et Samuel Labarthe.
Elle enchaîne ensuite des rôles dans des épisodes de séries (Les Duettistes, Un homme en colère, Famille d'accueil, Le Grand Patron, Louis la Brocante).
En 2003, elle interprète la fille du personnage joué par Bruno Madinier dans la saga d'été de TF1 Le Bleu de l'océan, puis est présente en 2004 dans Nos vies rêvées (France 2), un téléfilm en deux épisodes, dans lequel elle incarne deux personnages : Juliette en 1968 et sa fille Scarlett en 2004. En 2005, elle reçoit le prix du jeune espoir féminin au festival de Luchon pour son rôle aux côtés de Jérémie Renier dans Un amour à taire. La même année, elle fait des débuts au théâtre dans la pièce Brooklyn Boy avec Stéphane Freiss et Christophe Bourseiller.
En 2006, elle joue dans Ange de feu aux côtés de Frédéric Diefenthal et dans L'Avare aux côtés de Michel Serrault. Elle est l'héroïne de la saga d'été de France 2 (2007) : La Prophétie d'Avignon, entourée de Guillaume Cramoisan et de Bruno Madinier.
En 2008, elle figure au générique de Béthune sur Nil (France 3). L'année suivante, elle obtient un rôle majeur dans OSS 117 : Rio ne répond plus de Michel Hazanavicius.
En 2010, elle joue dans les films Pièce montée aux côtés de Jérémie Renier, Clémence Poésy, Danielle Darrieux, Jean-Pierre Marielle et Léa Drucker, et Les Petits Mouchoirs de Guillaume Canet. Après Plan de table en 2012, elle joue dans le téléfilm Meurtres à Saint-Malo.
En 2015, elle rejoint la distribution de l'adaptation française de Broadchurch, intitulé Malaterra. La série est annulée peu de temps après la fin de la diffusion de la saison 1.
On retrouve l'actrice en 2018 lors d'un épisode de Les Enquêtes de Murdoch et, avec son compagnon Samir Boitard dans le téléfilm Mémoire de sang d'Olivier Guignard.
En 2020, elle fait partie des personnages principaux de la série Une belle histoire avec Tiphaine Daviot, Sébastien Chassagne, Ben, Juliette Navis et Jean-Charles Clichet.

### Vie privée
Depuis 2014, elle est en couple avec le comédien français Samir Boitard qu'elle a rencontré sur le tournage du téléfilm Où es-tu maintenant ?. Leur fille Lila naît en octobre 2016. Leur seconde fille Selma naît en septembre 2020.

## Filmographie
Sauf indication contraire, les informations mentionnées dans cette section peuvent être confirmées par la base de données cinématographiques IMDb,  présente dans la section « Liens externes ».

### Cinéma

#### Longs métrages
- 2006 : Hell de Bruno Chiche : Victoria
- 2006 : Prête-moi ta main d'Éric Lartigau : Maxine
- 2007 : Autant en emporte la femme (no) de Petter Næss : Mirlinda
- 2008 : MR 73 d'Olivier Marchal : Blandine
- 2009 : OSS 117 : Rio ne répond plus de Michel Hazanavicius : Dolorès Koulechov
- 2010 : Pièce montée de Denys Granier-Deferre : Nathalie
- 2010 : Les Petits Mouchoirs de Guillaume Canet : Léa
- 2012 : Plan de table de Christelle Raynal : Marie
- 2012 : La banda Picasso de Fernando Colomo : Marie Laurencin
- 2013 : Girl on a Bicycle de Jeremy Leven : Cécile[6]

#### Courts métrages
- 2004 : À poil ! d'Emmanuelle Bercot : L'actrice
- 2009 : J'attendrai de Christelle d'Aulnat-Raynal
- 2011 : Jouer avec le feu de Florian Desmoulins
- 2017 : Everything Is One Thing d'Émilie Barbault et Sarah Barbault

### Télévision
- 2000 : Un homme en colère, épisode La peur de l'autre réalisé par Didier Albert : Vanessa
- 2000 : Les Cordier, juge et flic, épisode Le Diable au cœur réalisé par Alain Wermus : Laetitia
- 2001 : Des parents pas comme les autres de Laurence Katrian : Olympe
- 2001 : Famille d'accueil, épisode Telle mère, telle fille réalisé par Alain Wermus : Romane Domergue
- 2002 : Louis la Brocante, épisode Louis et les gitans réalisé par Michel Favart : Martha
- 2002 : La Ligne noire, mini-série : Zoé
- 2002 : La Vie devant nous, série créée par Valérie Tolédano et Stéphane Keller : Marine Lavor
- 2003 : La Deuxième Vérité de Philippe Monnier : Charlie
- 2003 : Le Bleu de l'océan, mini-série réalisée par Didier Albert : Julie Delcourt
- 2003 : Le Grand Patron, épisode Le Froid qui sauve réalisé par Emmanuel Gust : Audrey
- 2004 : Nos vies rêvées de Fabrice Cazeneuve : Juliette Tuile / Scarlett
- 2005 : Un amour à taire de Christian Faure : Sarah / Yvonne
- 2006 : Ange de feu de Philippe Setbon : Lola Sorel
- 2007 : L'Avare de Christian de Chalonge : Mariane
- 2007 : La Prophétie d'Avignon, mini-série réalisée par David Delrieux : Estelle Esperanza
- 2008 : Béthune sur Nil de Jérôme Foulon : Cathy Vaillant
- 2008 : Scénarios contre les discriminations, épisode Un excellent dossier réalisé par Artus de Penguern : Cécile Morin
- 2009 : Myster Mocky présente, épisode De quoi mourir de rire réalisé par Jean-Pierre Mocky
- 2010 : Sable noir, épisode Les Âmes meurtries réalisé par Benjamin Holmsteen : Florianne
- 2010 : Mademoiselle Drot de Christian Faure : Bénédicte Drot
- 2013 : Meurtres à Saint-Malo de Lionel Bailliu : Gwenaële Garrec
- 2014 : Le Général du roi de Nina Companeez : Constance
- 2014 : The After (en) de Chris Carter : Gigi Generau
- 2014 : Où es-tu maintenant ? d'Arnaud Sélignac : Caroline Delmas
- 2015 : Malaterra, mini-série créée par Stéphane Kaminka : Élisabeth Viviani
- 2017 : Calls, épisode 2025 - Boîte Noire (Boeing 747) réalisé par Timothée Hochet : Raphaëlle
- 2018 : McMafia, saison 1, épisode 6 réalisé par James Watkins : Sylvie
- 2018 : Mémoire de sang d'Olivier Guignard : Louise
- 2018 : Les Enquêtes de Murdoch (Murdoch Mysteries), épisode L'Espionne qui aimait Murdoch (The Spy Who Loved Murdoch) réalisé par Alison Reid : Régine Rivière
- 2020 : Une belle histoire, série créée par Frédéric Krivine et Emmanuel Daucé : Caroline
- 2022 : Marion, mini-série TV de Jacques Kluger : Edwige Marion
- 2023 : Nouveaux Meurtres à Saint-Malo de Lionel Bailliu : Gwenaële Garrec
- 2023 : Tout cela je te le donnerai, mini-série de Nicolas Guicheteau : Catherine
- 2024 : Le Remplaçant (saison 2) : Laure Delgado
- 2024 : Père Noël à domicile de Manu Joucla : femme d'Enzo

### Clips
- 2001 : Dans le clip L'Amour a eu raison de moi d'Omar Chakil
- 2010 : Dans le clip Nantes de Renan Luce
- 2015 : Pour être deux de Rose et Jean-Louis Murat, réalisé par Émilie Barbault et Sarah Barbault

### Mannequinat
- 2000 : Publicité pour le café Nes de Nescafé dans laquelle elle incarne Blanche-neige[7].
- 2005 : Égérie de la campagne publicitaire de la marque de produits de beauté Bourjois[2] pour leur gamme « Grains de Beauté ». Elle tourne 9 spots publicitaires (pour chaque jour de la semaine) et apparaît sur quelques affiches[8].

### Événementiel
- 2013 : elle participe au Gala de l'Union des artistes.

## Théâtre
- 2004-2006 : Brooklyn Boy aux côtés de Stéphane Freiss

## Distinctions
- En 1996, elle remporte un concours de mannequin[réf. nécessaire].
- 2005 : prix du meilleur jeune espoir féminin au Festival de Luchon pour son rôle de Sarah Morgenstern dans Un amour à taire.
- 2005 : prix d'interprétation au Festival 2 Valenciennes[réf. nécessaire].